# ヴァルデン反転

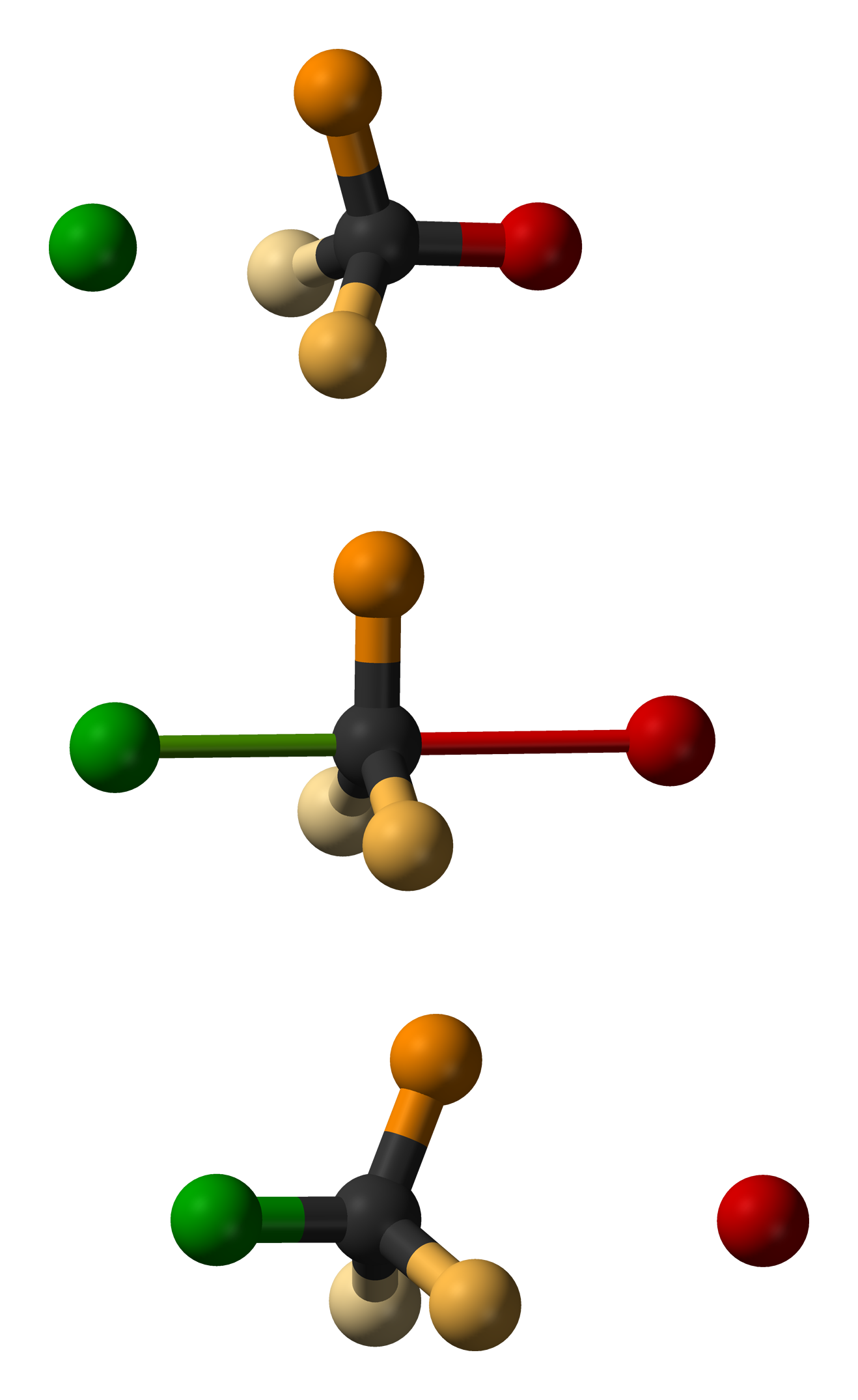
球棒モデルを用いたS_{N}2反応における3段階のモンタージュ。求核剤は緑色、脱離基は赤色、3つの置換基は橙色で示している。

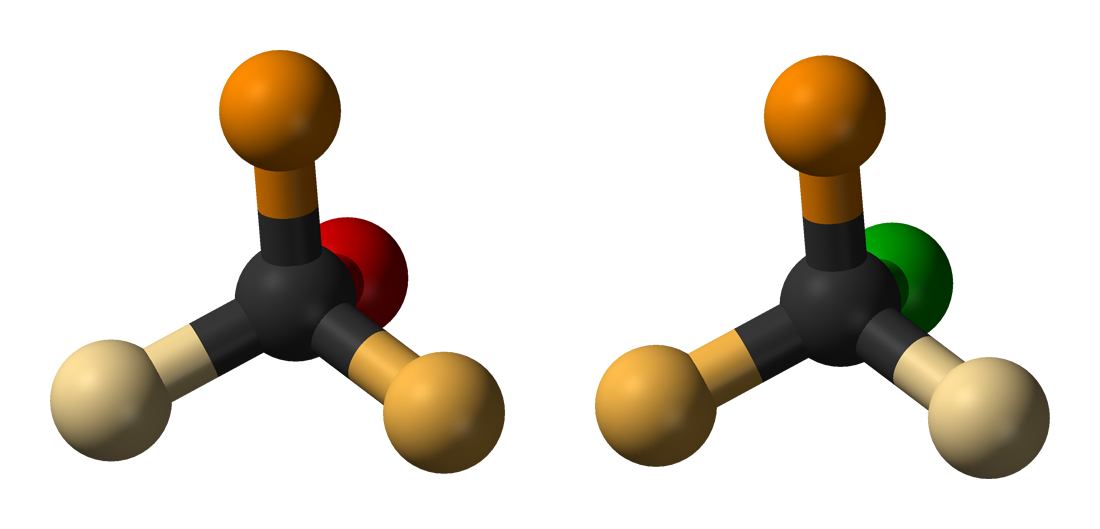
S_{N}2反応はヴァルデン反転として知られる立体化学的配置の反転を起こす。

ヴァルデン反転（ヴァルデンはんてん、英: Walden inversion、ワルデン反転とも）は、化学反応における分子中のキラル中心の反転である。分子はキラル中心の周りに2種類のエナンチオマーを形成できるため、ヴァルデン反転は一方のエナンチオマーからもう一方へと分子の配置を変換する。例えば、SN2反応において、ヴァルデン反転は正四面体型炭素原子で起こる。
風によって傘が裏返る様子に似ているヴァルデン反転は、1896年に化学者のパウル・ヴァルデンによって初めて観測された。ヴァルデンは、化学物質の1つのエナンチオマーをもう一方のエナンチオマーへと変換し、いわゆるヴァルデン回路で元に戻すことができた。(+)-クロロコハク酸 (1) は、水中で酸化銀の作用によって立体配置を保持したまま、(+)-リンゴ酸へと変換される。次の段階では、五塩化リンの作用によってヒドロキシル基が塩素原子で置換され、クロロコハク酸の異性体3が生じる。次に酸化銀によって (−)-リンゴ酸 4 が得られ、最後にPCl5による反応で出発点へと回路が戻る。
この反応において、第1段階の酸化銀は水酸化物イオンの供与体として働き、銀は実際の役割は果たしていない。中間体はカルボキシルジアニオンAであり、分子内求核置換反応によって4員環β-ラクトン環Bを与える。もう一方のカルボキシル基も反応性はあるが、in silicoデータは3員環α-ラクトンが形成されるための遷移状態のエネルギーが非常に高いことを示している。水酸化物イオンはラクトン環を開環し、アルコールCへと戻る。こうして合わせて2回の反転が起こるため、立体配置は保持される。